# Брут, Александр Иванович
Александр Иванович Брут (1800—1873) — русский педагог-географ, антиковед и статистик.

## Биография
Родился 15 (27) августа 1800 года.
В 1823 году со званием кандидата окончил курс историко-филологического факультета Императорского Санкт-Петербургского университета и был назначен в нём «исправляющим должность магистра» по латинскому языку. С 1825 года преподавал в университете географию (древнюю и средних веков), упражняя в то же время студентов в латинском языке переводами «Комментариев» Юлия Цезаря, С 1828 года — адъюнкт-профессор по кафедре статистики и географии; занимался со студентами 1 курса «начальными основаниями латинского языка», в 1833—1835 годах преподавал сравнительную и физическую географию: первую — по собственным запискам, а вторую — по Мальтебрену. Преподавал также в Благородном пансионе при университете (1825—1830) и 1-й Санкт-Петербургской гимназии (1825—1833). В числе его учеников был М. С. Куторга.
Был награждён орденом Св. Анны 3-й ст. (1826) и знаком отличия 15 лет беспорочной службы (1839).
В связи с пересмотром штатов и кадровой реформой С. С. Уварова с 31 декабря 1835 года был уволен от преподавания, но назначен секретарём Правления университета. В 1841 году вышел в отставку.
Умер 4 (16) апреля 1873 года. Похоронен на Смоленском православном кладбище.
Им были изданы:
- Землеописание известного древним света.В 2-х ч. — Санкт-Петербург : тип. Мед. деп. М-ва вн. дел, 1828—1830. (часть 1, часть 2, атлас)
- Учебная статистика или этнографико-статистическое обозрение пяти первоклассных держав Европы (до 1848 года) : С крат. теориею статистики Кн. 1-6. — Санкт-Петербург : В. Терсков, 1850—1853.

Был женат. Жена, Ольга Александровна (11.07.1807—15.12.1877). Дочери: Ольга Александровна (01.01.1838—29.05.1885) и Наталья Александровна Беккер (22.01.1846—07.05.1892).